# Hoendiep

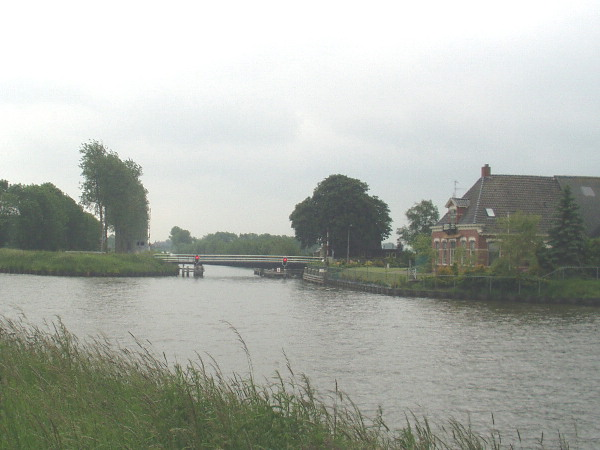
Entrée du Hoendiep vue de Noordhornertolhek ; sur le devant, on voit le Canal Van Starkenborgh

Le Hoendiep, (en groningois, Houndaip), est un canal néerlandais de la province de Groningue.

## Géographie
Le canal relie la ville de Groningue au Canal Van Starkenborgh au nord-ouest de Zuidhorn (entre Noordhornerga et Noordhornertolhek). De nos jours, la longueur du canal est de 15 km. Avant 1938, la partie du Canal Van Starkenborgh qui relie Zuidhorn à la frontière frisonne s'appelait également Hoendiep. Sur le Hoendiep sont situés, en plus de la ville de Groningue, les localités de Hoogkerk, De Poffert, Enumatil, Zuidhorn, Briltil et Noordhornerga.
Son nom vient d'une auberge De Hoen, située à l'ouest de Groningue. 

## Histoire
Au Moyen Âge, le Hoendiep partait d'un endroit situé à l'ouest de la Porte de l'Aa, à Groningue, vers l'ouest, jusqu'à De Poffert. De là, on pouvait rejoindre la Frise en bateau, en empruntant la Gave, rivière aujourd'hui disparue, et le Lettelberterdiep jusqu'à Briltil. De là, on passait par le Niekerksterdiep et le Kolonelsdiep jusqu'au lac de Burgumer Mar. Le Kolonelsdiep avait été creusé entre 1572 et 1576 sur la commande du stathouder espagnol, Gaspard de Robles.
En 1616, on a rallongé le Hoendiep jusqu'au Lettelberterdiep ; cela correspond au tronçon actuel entre De Poffert et Enumatil. La Gave d'Oostwold n'était plus utilisée, perdait toute signification pour la navigation et finissait par s'ensabler.
Entre 1654 et 1657, le Hoendiep fut continué vers le nord jusqu'à Noordhornertolhek. De là, le canal faisait un virage de 90° à l'ouest pour rejoindre le Kolonelsdiep ; ce dernier tronçon est aujourd'hui intégré dans le Canal Van Starkenborgh. En 1863, on a creusé une connexion entre le Westerhaven à Groningue (intégré dans le canal de ceinture historique) et le Hoornsediep au sud de la ville. Cet itinéraire étant plutôt sinueux, on a construit en 1909 l'Eendrachtskanaal. Plus tard, le Westerhaven ainsi que le début du Hoendiep dans Groningue ont été comblés. La rue créée à cet endroit s'appelle toujours Hoendiep.
Dans les années 1930, la partie occidentale du Hoendiep (entre la frontière de la Frise et Zuidhorn) fut intégrée au Canal Van Starkenborgh.